# FC Solothurn
FC Solothurn (celým názvem Fussballclub Solothurn) je švýcarský fotbalový klub z města Solothurn v kantonu Solothurn, který působí ve švýcarské čtvrté lize (v sezóně 2014/15). Byl založen v roce 1901, letopočet založení je i v klubovém emblému. Klubové barvy jsou červená a bílá.
Svá domácí utkání hraje na stadionu FC Solothurn s kapacitou cca 6 750 diváků.